# Amorphochilus
Amorphochilus schnablii is een vleermuis die voorkomt in westelijk Zuid-Amerika van West-Ecuador tot Noord-Chili. Deze soort, de enige van het geslacht Amorphochilus, vormt samen met de kortduimvleermuis (Furipterus horrens) de kleine familie van de furievleermuizen. A. schnablii komt voornamelijk voor in droge en gecultiveerde gebieden. Deze soort eet vooral schubvleugeligen (Lepidoptera).
Deze vleermuis heeft net als de kortduimvleermuis een sterk gereduceerde duim. Op de bek en de lippen zitten op wratten lijkende knobbels. De vacht is donkerbruin tot grijs. De kop-romplengte bedraagt 38 tot 58 mm, de staartlengte zo'n 30 mm en de voorarmlengte 34 tot 38 mm.